# Mihai Tănăsescu
Mihai Tănăsescu (n. 11 ianuarie 1956, București) este un politician român, membru al Partidul Social Democrat. În legislatura 2004-2008, Mihai Tănăsescu a demisionat pe data de 29 mai 2007 și a fost înlocuit de deputatul Alexandru-Octavi Stănescu. În cadrul activității sale parlamentare, Mihai Tănăsescu a fost membru în grupurile parlamentare de prietenie cu Irlanda, Regatul Norvegiei și Republica Arabă Siriană.
Mihai Tănăsescu este căsătorit și are doi copii; a absolvit în 1978 Facultatea de Finante și Contabilitate a Academiei de Studii Economice din București. În perioada 1983 - 1990, Mihai Tănăsescu a lucrat la Ministerul de Finanțe, iar în 1998 a urmat un curs la Harvard Business School. Mihai Tănăsescu a fost minisru de finanțe în perioada 2000-2004 în guvernul Adrian Năstase.
În perioada crizei politice din România din toamna anului 2009, Mihai Tănăsescu a fost unul din numele vehiculate pentru postul de prim-ministru, în special după ce guvernul propus de Lucian Croitoru nu a obținut votul de învestitură în Parlament.
De asemenea, Mihai Tănăsescu este un membru al Consiliului European al Comisiei Trilaterale, alături de Mugur Isărescu.